# Altägyptische Sternuhren

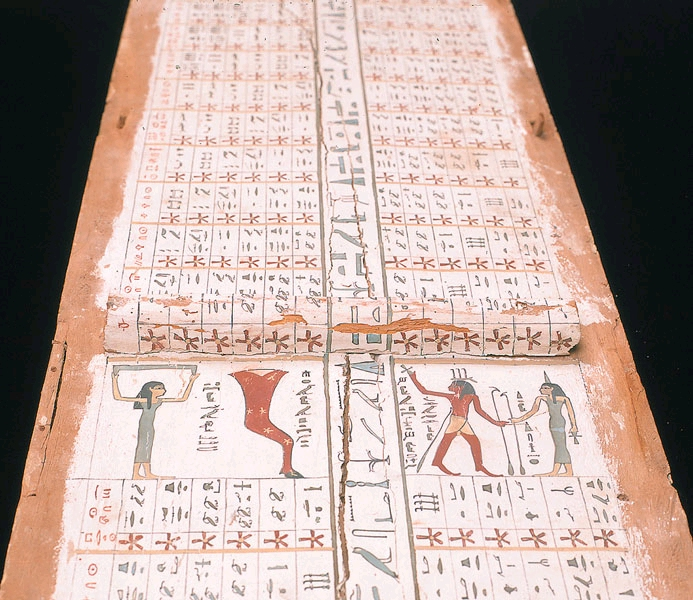
Diagonalsternuhr (Mittleres Reich)

Altägyptische Sternuhren sind Sternuhren im Alten Ägypten. Sie sind Teil der Astronomie im Alten Ägypten. Sie dienten der astronomischen Zeitmessung während der Nacht. Das erstmals in der ersten Zwischenzeit belegte Modell der Diagonalsternuhr verwendete für die Dekansterne neben dem bekannten Instrumentarium des heliakischen Aufgangs zusätzlich als Zeitmessungskriterium die akronychischen Kulminationen und akronychischen Sternuntergänge. Die so ermittelte einzelne Nachtstunde wies im Gegensatz zu der später folgenden Ramessidischen Sternuhr eine andere Länge auf. Außerdem fungierten bei der Diagonalsternuhr die Dekane inklusive der zugehörigen Dekansterne als Berechnungsgrundlage.
Die Ramessidische Sternuhr fußte dagegen auf Stundensternen ohne explizite Dekanzuweisung. Zusätzlich wurde eine 13. Nachtstunde eingeführt, die eine genauere Zeitmessung ermöglichte. Die in den Diagonalsternuhren verwendeten akronychischen Kriterien erfuhren eine Einbettung in das neue System der Stundensterne. Die Innovationen der Ramessidischen Sternuhr konnten sich langfristig jedoch nicht durchsetzen, da aufgrund der erweiterten Stundeneinteilung gegenüber dem bis in die griechisch-römische Zeit tradierten zwölfstündigen System der Diagonalsternuhr die historische Basis fehlte. Zudem war die Ramessidische Sternuhr nicht mit der Mythologie des Amduat kompatibel.

## Diagonalsternuhren
Der Begriff Diagonalsternuhr bezieht sich auf die lineare Algebra, in der die Haupt- und Nebendiagonalen gedachte Linien markieren, die schräg von oben links nach unten rechts durch das ägyptische Kalenderschema verlaufen und damit die Wanderung der Dekan-Sterne durch die jeweiligen Wochen zeigen.
| Diagonalsternuhr EA47605: Idealisierter altägyptischer Kalender (Aufteilung der Dekane für die jeweiligen Dekaden) |         |         |        |         |         |        |         |         |        |         |         |        |
| 1. P 1 | 21. A 4 | 11. A 4 | 1. A 4 | 21. A 3 | 11. A 3 | 1. A 3 | 21. A 2 | 11. A 2 | 1. A 2 | 21. A 1 | 11. A 1 | 1. A 1 |
| 13 | 12      | 11      | 10     | 9       | 8       | 7      | 6       | 5       | 4      | 3       | 2       | 1      |
| 14 | 13      | 12      | 11     | 10      | 9       | 8      | 7       | 6       | 5      | 4       | 3       | 2      |
| 15 | 14      | 13      | 12     | 11      | 10      | 9      | 8       | 7       | 6      | 5       | 4       | 3      |
| 16 | 15      | 14      | 13     | 12      | 11      | 10     | 9       | 8       | 7      | 6       | 5       | 4      |
| 17 | 16      | 15      | 14     | 13      | 12      | 11     | 10      | 9       | 8      | 7       | 6       | 5      |
| 18 | 17      | 16      | 15     | 14      | 13      | 12     | 11      | 10      | 9      | 8       | 7       | 6      |
| 19 | 18      | 17      | 16     | 15      | 14      | 13     | 12      | 11      | 10     | 9       | 8       | 7      |
| 20 | 19      | 18      | 17     | 16      | 15      | 14     | 13      | 12      | 11     | 10      | 9       | 8      |
| 21 | 20      | 19      | 18     | 17      | 16      | 15     | 14      | 13      | 12     | 11      | 10      | 9      |
| 22 | 21      | 20      | 19     | 18      | 17      | 16     | 15      | 14      | 13     | 12      | 11      | 10     |
| 23 | 22      | 21      | 20     | 19      | 18      | 17     | 16      | 15      | 14     | 13      | 12      | 11     |
| 24 | 23      | 22      | 21     | 20      | 19      | 18     | 17      | 16      | 15     | 14      | 13      | 12     |
| 25 | 24      | 23      | 22     | 21      | 20      | 19     | 18      | 17      | 16     | 15      | 14      | 13     |

### Entdeckung

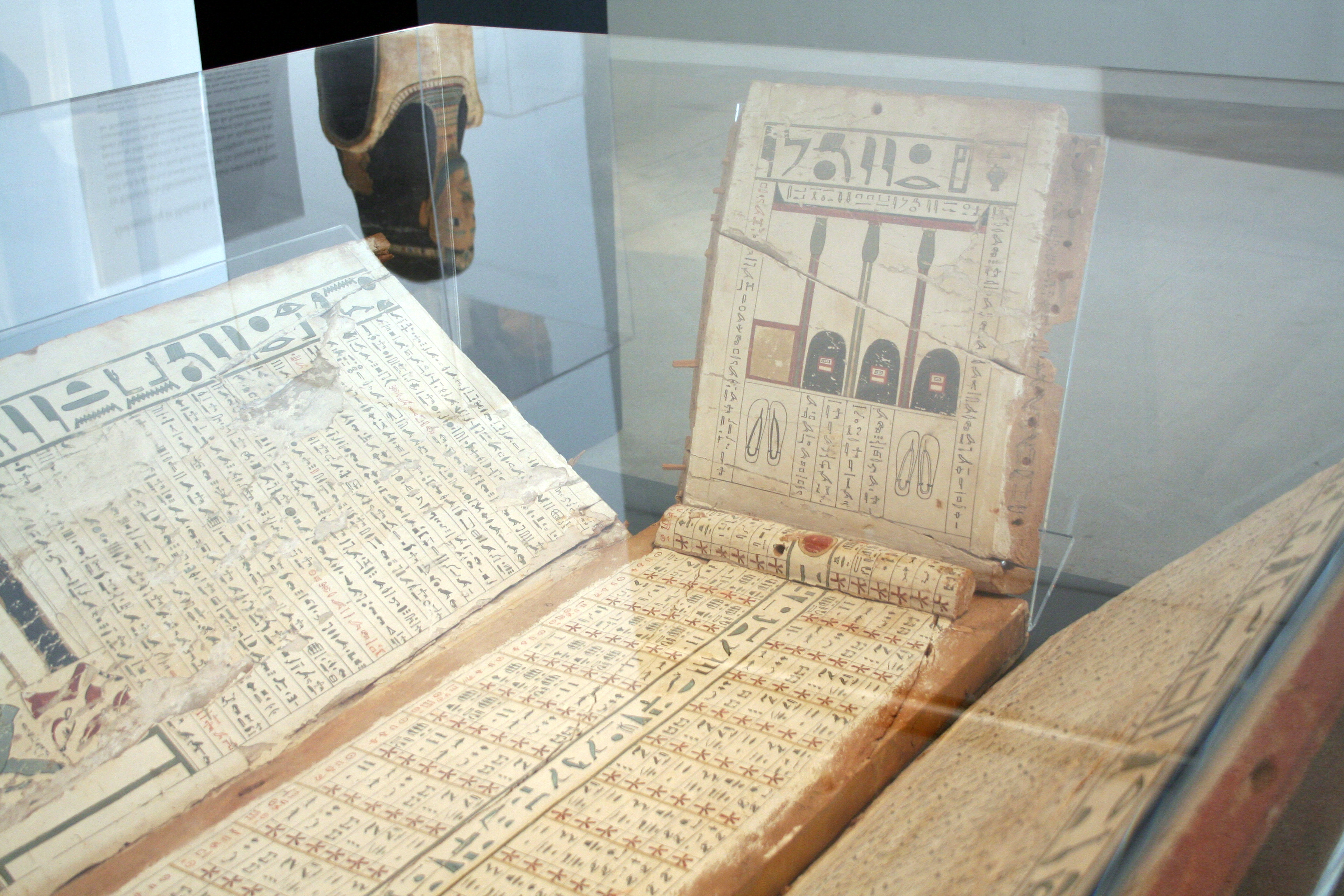
Sogenannter Kastensarg des Nacht

Der Ägyptologe Ludwig Borchardt (1863–1938) konnte aufgrund gefundener Fragmente und Sargausstattungen zuerst die Methoden der altägyptischen Zeitmessung analysieren. Schon früh bemerkte er, dass die Zeitmessung im Alten Ägypten vorwiegend auf astronomischen Beobachtungen basierte.
Genauere Berechnungen in der Astronomie führten zu verbesserten Interpretationen und Möglichkeiten, die Angaben der Diagonalsternuhr bezüglich ihrer Entstehungszeit zuzuordnen. Erste Belege in Form von Dekorationen sind im Mittleren Reich fassbar. Sie befinden sich in dieser Zeit in der Regel auf den Unterseiten der Sargdeckel. Die ältesten belegten Diagonalsternuhren stammen aus der 9. Dynastie. Die auf dem Sargdeckel Nr. 9 befindliche Diagonalsternuhr lässt sich auf die Regierungszeit von Mentuhotep II. in der 11. Dynastie datieren.
Erwähnungen in den Pyramidentexten machen eine Nutzung der Diagonalsternuhren schon vor den Anfängen des Alten Reichs wahrscheinlich, lassen sich aber bislang nicht belegen. Neuere Untersuchungen haben ergeben, dass im Alten Reich die Dekane nach den heliakischen Aufgängen angeordnet und am „klassischen Himmelsbild“ orientiert waren. Im Mittleren Reich traten die kulminierenden Dekane an die Stelle der „aufgehenden Dekane“. Aus dieser systembedingten Neubewertung entstand die neue Reihenfolge der Dekansterne in den Sargtexten.

### Fundorte und Zuordnung der Daten
Die gefundenen Särge mit Diagonalsternuhren stammen aus Assiut, Theben, Gebelein und Assuan. Unterschiedliche Anordnungen sind dabei nicht zu erkennen. Diese Umstände führten zu der Erkenntnis, dass die Angaben der Diagonalsternuhren auf einen idealisierten Kalender hinweisen. Andere astronomische Aufzeichnungen mit Kalenderbezug weisen auf die Orte Memphis und Heliopolis, weshalb sich die Angaben der Diagonalsternuhren höchstwahrscheinlich einheitlich auf den 30. Breitengrad gründen.
In den ältesten Belegen des Mittleren Reiches datiert der heliakische Aufgang des Sterns Sothis in der zwölften Nachtstunde als 18. Dekan, was umgerechnet dem 21. Peret II entspricht. Das Sothis-Datum bestätigt den Inhalt der Sargtexte, wonach die Dekanaufgänge die jeweiligen Stunden bestimmten. Die spätere Datierungsverbindung mit der Kulmination wurde zu dieser Zeit nachweislich nicht angewendet, da die Kalenderangaben dann nicht mehr in Übereinstimmung mit den tatsächlichen Aufgängen stehen würden.

### Funktionsweise

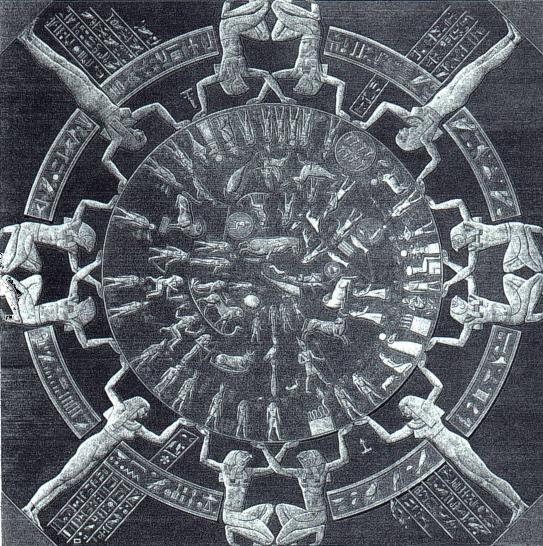
Die Tierkreiszeichen aus Dendera

Otto Neugebauer, Richard Anthony Parker und Christian Leitz belegten, dass sich die Methoden der Dekansternberechnung der griechisch-römischen Zeit und des Mittleren Reiches nicht entsprachen. Im ersteren Fall dienten die bereits eingeführten zwölf Tierkreiszeichen aus Dendera als Grundlage, weshalb sich die Aufteilung der 36 Dekane und deren Nachtstunden an der Ekliptik ausrichtete. Im Mittleren Reich war weder die Kenntnis der Ekliptik noch die Grundlage der zwölf Tierkreiszeichen vorhanden. Das Funktionsprinzip der Diagonalsternuhren beruhte deshalb auf einer anderen Basis.
Auf den Abbildungen und Dekorationen der Gräber war der Lebenszyklus der Gottheiten und Dekan-Sterne kalendermäßig erfasst. Gemeinsam mit dem Instrument der Schattenuhr unterteilten die Ägypter den Tag in die zwölf Stunden des Tages und die zwölf Stunden der Nacht, wobei die Länge der Tagesstunden vom Sonnenstand des Tages abhängig war. Die Nachtstunden wurden in äquale Zeiteinheiten aufgeteilt, die in ihrer Dauer der jeweiligen Jahreszeit angepasst wurden. Damit hatte die Nacht zwölf individuell gleich lange Stundenabschnitte, die jedoch nicht mehr mit denen des Folgetages übereinstimmten.
Die Dekan-Sterne zeigten immer das Ende der jeweiligen Stunde an; beispielsweise erfolgte der heliakische Aufgang des Sirius gemäß Einteilung der Diagonalsternuhr immer am Ende der zwölften Nachtstunde, idealerweise als 18. Dekanstern. Christian Leitz verweist auf die widersprüchlichen Annahmen von Otto Neugebauer und Richard Anthony Parker, die entgegen ihrer eigenen Definition jede Nachtstunde der Diagonalsternuhren mit 10° der Ekliptik gleichsetzten. Die zugehörigen Berechnungen in Verbindung mit der Ekliptik fußen auf einer nicht vorhandenen Grundlage und treffen daher nicht zu.

### Dekan-Sterne
In der ägyptischen Astronomie war das Jahr des ägyptischen Kalenders in 36 Wochen mit je zehn Tagen unterteilt. Die fehlenden fünf Tage bildeten das kleine Jahr. Den Wochen waren Dekan-Sterne zugeordnet, die jeweils im Abstand von zehn Tagen mit ihrem heliakischen Aufgang den 36 Wochen ihren Namen gaben.

### Einteilung des Himmels
Zwischen dem ersten heliakischen aufgehenden und dem akronychisch kulminierenden Dekan-Stern, der die erste Stunde der Nacht macht, liegen zwanzig Dekan-Sterne. Die Dekan-Sterne des Himmels (sebau-en-pet) hatten fest zugeordnete Himmelspositionen.
Acht Dekan-Sterne befinden sich immer im Osten und symbolisieren die Geburtssterne (meset), neun Dekan-Sterne stellen die sterbenden Sterne (scheni-duat) im Westen dar, während zwölf Dekan-Sterne in der Mitte des Himmels als arbeitende Dekan-Sterne (Baktiu) positioniert sind.

### Unterwelt
In der Unterwelt (Totenreich) hielten sich jeweils sieben Toten-Sterne (scha-tuat) auf. Die Totensterne hatten keine speziellen Aufgaben, sondern schliefen mit den Toten gemeinsam bis zur nächsten Wiedergeburt.

## Ramessidische Sternuhren

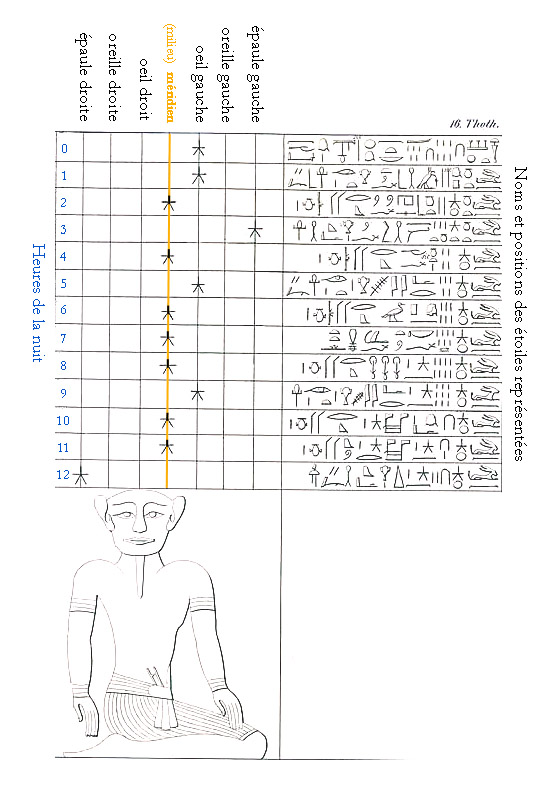
16. Achet I (Thot) im Grab von Ramses VI.

Die vier erhaltenen Exemplare aus den Gräbern von Ramses VI., Ramses VII. sowie Ramses IX. konnten zu einer weitestgehend vollständigen Version zusammengesetzt werden.
Eine Ramessidische Sternuhr enthält 24 Tafeln, jeweils eine für den ersten und 16. Monatstag des zwölf Monate umfassenden altägyptischen Kalenderjahres. Die einzelne Tafel ist in 13 Stundenzeilen unterteilt, die für den Zeitraum von Sonnenuntergang bis Sonnenaufgang stand. Die erste Zeile symbolisierte den Anfang der Nacht, die direkt nach Sonnenuntergang begann. Die Zeilen zwei bis 13 repräsentierten das jeweilige Ende der zwölf Nachtstunden.
Die einzelne Stundenzeile enthält drei Einträge: Stunde, Sternname und Positionsangabe. Die aufgeführten Sterne gehörten entweder zu einem altägyptischen Sternbild oder stellten Einzelsterne dar. Die Ramessidischen Sternuhren beinhalteten insgesamt 47 verschiedene Sterne. Die Positionsangaben bezogen sich auf die sieben möglichen Konstellationen rechte Schulter, rechtes Ohr, rechtes Auge, Mitte, linkes Auge, linkes Ohr und linke Schulter. Die Position Mitte stand für den Meridian; die anderen sechs Angaben bezogen sich auf die Position östlich und westlich des Meridians.

### Datierung der Ramessidischen Sternuhren

Der Meridian ist als orangefarbener Kreis eingezeichnet.

Aufgrund der in den Ramessidischen Sternuhren beschriebenen Konstellationen erkannten bereits die Ägyptologen des 19. Jahrhunderts, dass sich die Angaben auf einen Zeitpunkt zwischen 1500 und 1450 v. Chr. beziehen müssen. Otto Neugebauer und Richard Anthony Parker, die diesen Zeitraum bestätigten, unternahmen den Versuch einer Zuordnung der jeweiligen Sterne. Nach eingehender Analyse kamen beide Ägyptologen zu dem Schluss, dass eine genaue Identifikation der einzelnen Sternpositionen und damit verbunden eine genauere Datierung nicht möglich sei.
Christian Leitz war der erste Ägyptologe, der sich mit den Aussagen von Otto Neugebauer sowie Richard-Anthony Parker bezüglich der Ramessidischen Sternuhren eingehend auseinandersetzte. Seine Untersuchungsergebnisse belegen, dass einige Sternzuordnungen fehlerhaft waren und deshalb ein genaues Chronologiegerüst nicht erstellt werden konnte. Da Seba-en-Sah, Hauptstern des altägyptischen Sternbildes Sah, zwischenzeitlich sicher identifiziert werden konnte und Seba-en-Sah auch im Grab des Senenmut (TT353) in den Deckendarstellungen enthalten ist, war eine taggenaue Zuordnung möglich. Im Grab des Senenmut ist vermerkt, dass Seba-en-Sah am 23. Achet III zu Mitternacht kulminierte. Die im Grab des Senenmut erwähnten Konstellationen beziehen sich ebenso wie in anderen altägyptischen Quellen auf den Beobachtungsort Memphis.
Rolf Krauss, der die Hypothese von wechselnden Beobachtungsorten postulierte, lehnt dagegen eine Identifikation von Seba-en-Sah mit Rigel ab, weil in seinen veröffentlichten Analysen Elephantine als Beobachtungsort favorisiert ist. Eine Akzeptanz der Gleichsetzung von Seba-en-Sah mit Rigel würde die Hinfälligkeit seines Konzeptes bedeuten. In den Ramessidischen Sternuhren, die erst etwa drei Jahrhunderte später entstanden, tauchen die unveränderten Angaben aus dem Grab des Senenmut wieder auf, obwohl sich im altägyptischen Kalender die Sternpositionen um mehr als zwei Monate verschoben hatten. Astronomische Berechnungen ergaben, dass die mitternächtliche Kulmination von Seba-en-Sah in Verbindung der anderen Sterndaten nur für die Jahre 1463/1462 v. Chr. mit dem altägyptischen Kalender und dem Beobachtungsort Memphis in Einklang zu bringen ist.
| Altägyptischer Kalender der Ramessidischen Sternuhren im Jahr 1463/1462 v. Chr. | Altägyptischer Kalender der Ramessidischen Sternuhren im Jahr 1463/1462 v. Chr. | Altägyptischer Kalender der Ramessidischen Sternuhren im Jahr 1463/1462 v. Chr. | Altägyptischer Kalender der Ramessidischen Sternuhren im Jahr 1463/1462 v. Chr. |
| Tafel                                                                           | Altägyptischer Monat                                                            | 1. Monatstag (Gregorianischer Kalender)                                         | 16. Monatstag (Gregorianischer Kalender)                                        |
| ------------------------------------------------------------------------------- | ------------------------------------------------------------------------------- | ------------------------------------------------------------------------------- | ------------------------------------------------------------------------------- |
| 1 + 2                                                                           | Achet I 1463 v. Chr.                                                            | 11. bis 12. August                                                              | 26. bis 27. August                                                              |
| 3 + 4                                                                           | Achet II 1463 v. Chr.                                                           | 10. bis 11. September                                                           | 25. bis 26. September                                                           |
| 5 + 6                                                                           | Achet III 1463 v. Chr.                                                          | 10. bis 11. Oktober                                                             | 25. bis 26. Oktober                                                             |
| 7 + 8                                                                           | Achet IV 1463 v. Chr.                                                           | 9. bis 10. November                                                             | 24. bis 25. November                                                            |
| 9 + 10                                                                          | Peret I 1463 v. Chr.                                                            | 9. bis 10. Dezember                                                             | 24. bis 25. Dezember                                                            |
| 11 + 12                                                                         | Peret II 1462 v. Chr.                                                           | 8. bis 9. Januar                                                                | 23. bis 24. Januar                                                              |
| 13 + 14                                                                         | Peret III 1462 v. Chr.                                                          | 7. bis 8. Februar                                                               | 22. bis 23. Februar                                                             |
| 15 + 16                                                                         | Peret IV 1462 v. Chr.                                                           | 9. bis 10. März                                                                 | 24. bis 25. März                                                                |
| 17 + 18                                                                         | Schemu I 1462 v. Chr.                                                           | 8. bis 9. April                                                                 | 23. bis 24. April                                                               |
| 19 + 20                                                                         | Schemu II 1462 v. Chr.                                                          | 8. bis 9. Mai                                                                   | 23. bis 24. Mai                                                                 |
| 21 + 22                                                                         | Schemu III 1462 v. Chr.                                                         | 7. bis 8. Juni                                                                  | 22. bis 23. Juni                                                                |
| 23 + 24                                                                         | Schemu IV 1462 v. Chr.                                                          | 7. bis 8. Juli                                                                  | 22. bis 23. Juli                                                                |